# Maurice Biraud
Maurice Biraud (3 de marzo de 1922–24 de diciembre de 1982) fue un actor teatral, cinematográfico y televisivo de nacionalidad francesa.

## Biografía
Su nombre completo era Maurice Eugène Biraud, y nació en  París, Francia.
Fue colaborador de la emisora radiofónica Europe 1, para la cual interpretó, entre otros, al comisario Socrate en la serie Signé Furax, siendo también presentador, en compañía de Micheline Francey, de Anne Perez y de M. Brandu, de la franja horaria de las 9-12h en la década de 1960. 
También fue actor cinematográfico, formando parte del elenco de numerosos filmes, casi siempre con papeles de reparto. Entre sus mejores actuaciones figuran las que llevó a cabo en las películas Un taxi pour Tobrouk, Le Cave se rebiffe y Mélodie en sous-sol.
Además trabajó en televisión, medio en el que fue muy apreciado su sentido del humor y de la réplica. En otro ámbito, cantó a dúo la canción La Petite junto a France Gall, en el que era el debut de la cantante.
Maurice Biraud fue en su época uno de los artistas más solicitados, tras Jean Valton, para realizar discos publicitarios, entonces muy de moda.
Maurice Biraud falleció en 1982 en París, a causa de una crisis cardiaca. Fue enterrado en el cementerio de Collonges-la-Rouge, en el departamento de Corrèze.

## Filmografía

### Cine
| - 1950 : Brune ou blonde, de Jacques Garcia - 1950 : Le roi des camelots, de André Berthomieu - 1950 : Le Passe-Muraille, de Jean Boyer - 1951 : La Marche, de Michel Audiard - 1951 : Poil de carotte, de Paul Mesnier - 1951 : Jamais deux sans trois, de André Berthomieu - 1951 : Une fille à croquer, de Raoul André - 1951 : La belle cheminée, de Paul de Roubaix - 1952 : Le Plus Heureux des hommes, de Yves Ciampi - 1952 : Jeunes filles, de Armand Chartier - 1952 : Belle mentalité, de André Berthomieu - 1953 : L'Esclave, de Yves Ciampi - 1953 : Le Portrait de son père, de André Berthomieu - 1953 : Le Secret d'Hélène Marimon, de Henri Calef - 1953 : Quai des blondes, de Paul Cadéac - 1954 : Mam'zelle Nitouche, de Yves Allégret - 1954 : Poisson d'avril, de Gilles Grangier - 1955 : Les Deux font la paire, de André Berthomieu - 1954 : Pas de coup dur pour Johnny, de Emile Roussel - 1956 : Au creux des sillons, de Claude-Yvon Leduc - 1956 : Donnez-moi ma chance, de Léonide Moguy - 1956 : L'Homme et l'Enfant, de Raoul André - 1957 : Trois Jours à vivre, de Gilles Grangier - 1957 : Charmants Garçons, de Henri Decoin - 1958 : C'est la faute d'Adam, de Jacqueline Audry - 1958 : Premier mai, de Luis Saslavsky - 1959 : Le Second souffle, de Yannick Bellon - 1960 : Candide ou l'optimisme au XXème siècle, de Norbert Carbonnaux - 1960 : Un taxi pour Tobrouk, de Denys de La Patellière - 1960 : Pierrot la tendresse, de François Villiers - 1961 : Le cave se rebiffe, de Gilles Grangier - 1962 : Le Petit Garçon de l'ascenseur, de Pierre Granier-Deferre - 1962 : Le Diable et les Dix Commandements, de Julien Duvivier, sketch "Homicide point ne seras" - 1962 : L'Œil du monocle, de Georges Lautner - 1962 : Le Monte-charge, de Marcel Bluwal - 1962 : Le Septième Juré, de Georges Lautner | - 1962 : Pourquoi Paris ?, de Denys de La Patellière - 1963 : Mélodie en sous-sol, de Henri Verneuil - 1963 : La Soupe aux poulets, de Philippe Agostini - 1963 : Les aventures de Salavin, de Pierre Granier-Deferre - 1964 : Des pissenlits par la racine, de Georges Lautner - 1964 : Cherchez l'idole, de Michel Boisrond - 1964 : Une souris chez les hommes, de Jacques Poitrenaud - 1965 : La Métamorphose des cloportes, de Pierre Granier-Deferre - 1967 : La Grande Sauterelle, de Georges Lautner - 1968 : Fleur d'oseille, de Georges Lautner - 1970 : Le Cri du cormoran le soir au-dessus des jonques, de Michel Audiard - 1972 : Le Trèfle à cinq feuilles, de Edmond Freess - 1972 : Elle cause plus, elle flingue, de Michel Audiard - 1972 : Bastos ou ma sœur préfère le colt 45, de Henri Boyer y Jean-Louis Van Belle - 1973 : Le Complot, de René Gainville - 1973 : Le Concierge, de Jean Girault - 1973 : El tren, de Pierre Granier-Deferre - 1973 : L'Événement le plus important depuis que l'homme a marché sur la lune, de Jacques Demy - 1974 : Le Permis de conduire, de Jean Girault - 1974 : OK patron, de Claude Vital - 1974 : La Rivale, de Sergio Gobbi - 1975 : Salut les frangines, de Michel Gérard - 1975 : Flic Story, de Jacques Deray - 1975 : Le Gitan, de José Giovanni - 1976 : Deux imbéciles heureux, de Edmond Freess - 1976 : Bartleby, de Maurice Ronet - 1977 : L'automobile comment ça marche, de Roger Rochelle - 1977 : Gloria, de Claude Autant-Lara - 1979 : C'est dingue... mais on y va, de Michel Gérard - 1980 : La Bande du Rex, de Jean-Henri Meunier - 1981 : Pourquoi pas nous ?, de Michel Berny - 1981 : Beau-père, de Bertrand Blier - 1983 : Un dimanche de flic, de Michel Vianey |

### Televisión
| - 1954 : Télé-Match - 1954 : Une Enquête de l'Inspecteur Grégoire, de Marcel Bluwal, episodio La Partie de Cartes - 1954 : Teuf-teuf, de Georges Folgoas - 1963 : Deux Romains en Gaule, de Pierre Tchernia - 1967 : La morale de l'histoire, de Claude Dagues - 1972 : Kitsch-Kitsch, de Janine Guyon - 1972 : Le Fado de la liberté, de Janine Guyon - 1973 : Un client sérieux, de Jean Bertho - 1974 : L’Or et la fleur, de Philippe Ducrest - 1974 : Jo Gaillard, de Bernard Borderie, episodio L'étrange traversée - 1974 : Malaventure (segmento Dans l'intérêt des familles) - 1974 : Bons baisers d'Astérix, de Pierre Desfons - 1976 : Nick Verlaine ou Comment voler la Tour Eiffel, de Claude Boissol - Nick Verlaine prend la Route - Soyez bons pour les Animaux - Dans l'eau d'une Piscine - Le Monstre - 1976 : Les Douze Légionnaires, de Bernard Borderie - 1977 : Les Confessions d'un enfant de chœur, de Jean L'Hôte - 1977 : Rossel et la commune de Paris, de Serge Moati - 1977 : La Mer promise, de Jacques Ertaud - 1977 : Banlieue Sud-Est, de Gilles Grangier - 1977 : Un juge, un flic, de Denys de la Patelière, episodio Les Hochets | - 1978 : Les Hommes de Rose, de Maurice Cloche - 1978 : Les Palmiers du métropolitain, de Youri - 1978 : Ciné-roman, de Serge Moati - 1979 : Pierrot mon ami, de François Leterrier - 1979 : Histoires insolites Folies douces, de Maurice Ronet - 1980 : Mont-Oriol, de Serge Moati - 1980 : Notre bien chère disparue, de Alain Boudet - 1980 : Arsène Lupin joue et perd, de Alexandre Astruc - 1981 : Eole Epifanio, de Antoine Gallien - 1981 : Le Mécréant, de Jean L'Hôte - 1981 : Le Piège à loups, de Jean Kerchbron - 1981 : Mon enfant, ma mère, de Serge Moati - 1981 : Marie-Marie, de François Chatel - 1981 : Rioda, de Sylvain Joubert - 1981 : Ce fut un beau voyage, de Hervé Baslé - 1982 : La Nuit du général Boulanger, de Henri Bromberger - 1982 : Jules et Georgia, de Robert Valey - 1982 : Les Sept jours du marié, de Serge Moati - 1982 : Des yeux pour pleurer, de André Cayatte - 1982 : L'Esprit de famille, de Roland-Bernard - 1983 : Retour à Cherchell, de André Cayatte |

## Teatro
- 1952 : L'Amour en papier, de Louis Ducreux, escenografía de Michel de Ré, Teatro del Quartier Latin
- 1952 : Le Jardin du Roi, de Pierre Devaux, escenografía de Michel de Ré, Teatro del Quartier Latin
- 1953 : Frère Jacques, de André Gillois, escenografía de Fernand Ledoux, Théâtre des Variétés
- 1954 : Frère Jacques, de André Gillois, escenografía de Fernand Ledoux, Teatro des Célestins
- 1954 : L'Homme qui était venu pour diner, de George Kaufman y Moss Hart, escenografía de Fernand Ledoux, Teatro Antoine
- 1955 : Les Petites Têtes, de Max Régnier, escenografía de Fernand Ledoux, Teatro Michel
- 1957 : Bobosse, de André Roussin, escenografía del autor, Teatro de la Michodière
- 1958 : Am Stram Gram, de André Roussin, escenografía del autor, Teatro des Nouveautés
- 1958 : L'Enfant du dimanche, de Pierre Brasseur, escenografía de Pierre Valde, Teatro Édouard VII
- 1959 : L'Enfant du dimanche, de Pierre Brasseur, escenografía de Pierre Valde, Teatro de París

## Premios y distinciones
Festival Internacional de Cine de San Sebastián
| Año  | Categoría                      | Película                 | Resultado |
| ---- | ------------------------------ | ------------------------ | --------- |
| 1964 | Concha de Plata al mejor actor | Les aventures de Salavin | Ganador   |